# Strada Statale 127 Settentrionale Sarda
Die SS 127 Settentrionale Sarda ist eine bedeutende Staatsstraße im Norden Sardiniens. Sie führt von der Stadt Olbia (SS 125) im Nordosten über Tempio Pausania nach Sassari (SS 131). Als Strada Statale 127bis führt sie in westlicher Richtung dann weiter bis nach Alghero und Porto Conte an der Nordwestküste. Betreiber der insgesamt rund 177 Kilometer langen Staatsstraße ist die ANAS.

## Weblinks

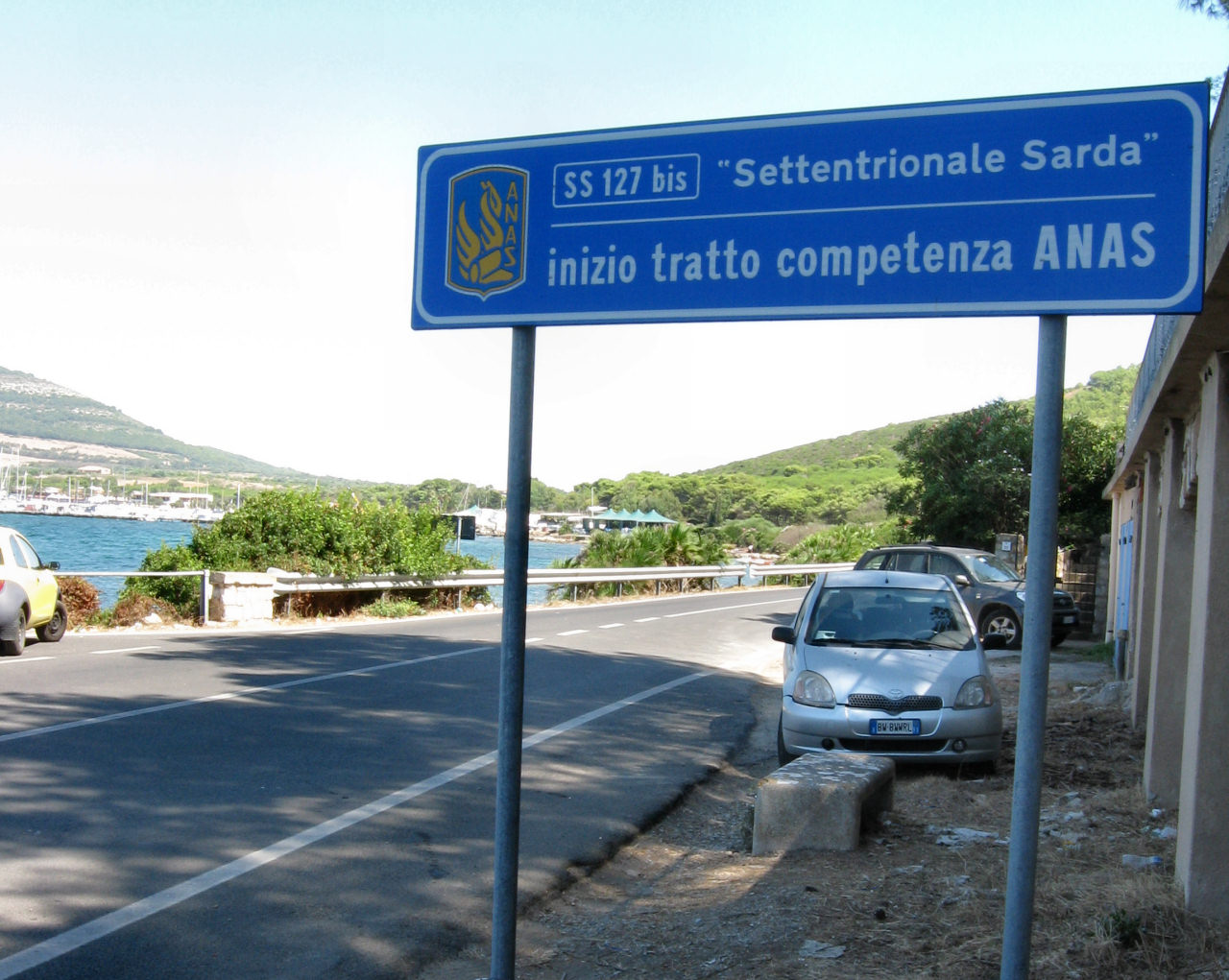
Die SS 127bis bei Alghero